# Compagnie des chemins de fer de l'État autrichien
La Compagnie des chemins de fer de l’État autrichien (en allemand : k.k. österreichische Staatsbahnen, en abrégé kkStB) était l'entreprise ferroviaire publique chargée des services de transport sur le réseau des pays autrichiens (« Cisleithanie ») dans l'Empire austro-hongrois.

## Historique
Société ferroviaire non cotée, la Österreichisch-ungarische Staatseisenbahngesellschaft est fondée en 1855 par un groupe d'investisseurs franco-autrichiens réunis par les frères Pereire, qui avaient réussi en France des investissements dans le chemin de fer. Elle a pour concurrente la Südbahn-Gesellschaft, centrée sur le royaume de Lombardie-Vénétie, de la famille Rothschild.
La compagnie fait appel à de nombreux ingénieurs français de l'École des ponts et chaussées, dont l'un, Paul Eugène Bontoux, devient son directeur, à partir de 1860, à l'âge de 40 ans. L'ingénieur en chef des ponts et chaussées Jacques Maniel, l'un des premiers ingénieurs en chef du chemin de fer du Nord français, amena avec lui une pléiade de jeunes ingénieurs des ponts et chaussées et des Mines, parmi lesquels MM. Kopp, Bontoux, Dubocq, Huyot, Cézanne, Fçltz, Baret, Pontzen, Zambuc, Castel, Stockausen, de Fontbonne, de Herz.
À partir de 1870, de grandes maisons de construction françaises fabriquent en Autriche des ouvrages d'art tels que les ponts de Stadlau, de Linz et de la SchwimeSchule-Allée, à Vienne, et ceux d'Innsbruck, construits par Le Creusot. Ceux de Tulln, Kaiser-Josef, de l'Iglawa, de Neusatz, construits par Fives-Lille, qui avait précédemment exécuté les charpentes métalliques des deux gares de Vienne.
Le pont de raccordement des chemins de fer, à Budapest, est réalisé par la maison Cail, tandis que le Margit híd, un pont monumental franchissant le Danube reliant les villes de Buda et de Pest, par la Société de construction des Batignolles (Goüin), tandis que la gare monumentale de la Compagnie des chemins de fer de l'État autrichien, à Budapest, est aussi l'œuvre de Français.

## Démantèlement
L'éclatement de l'Empire austro-hongrois entraîne le démantèlement de la compagnie. Le ministère impérial des transports est supprimé le 12 novembre 1918 par décision du gouvernement provisoire de la république d'Autriche allemande. Le réseau et le matériel sont partagés après le traité de Saint-Germain entre plusieurs compagnies nationales :
- Autriche : Deutschösterreichische Staatsbahnen (DÖStB), renommée Österreichische Staatsbahnen (ÖStB) en 1919
- Italie : Ferrovie dello Stato Italiane (FS)
- Pologne : Polskie Koleje Państwowe (PKP)
- Roumanie : Căile Ferate Române (CFR).
- Tchécoslovaquie : Československé státní dráhy (ČSD)
- Royaume des Serbes, Croates et Slovènes : Jugoslovenske Železnice (JŽ)

Le 18 mars 1938, à la suite de l'annexion de l'Autriche à l'Allemagne, la BBÖ est absorbée par la Deutsche Reichsbahn, la compagnie ferroviaire du Reich.